# Wahlbezirk Tirol 17
Der Wahlbezirk Tirol 17 war ein Wahlkreis für die Wahlen zum Abgeordnetenhaus im österreichischen Kronland Tirol. Der Wahlbezirk wurde 1907 mit der Einführung der Reichsratswahlordnung geschaffen und bestand bis zum Zusammenbruch der Habsburgermonarchie.

## Geschichte
Nachdem der Reichsrat im Herbst 1906 das allgemeine, gleiche, geheime und direkte Männerwahlrecht beschlossen hatte, wurde mit 26. Jänner 1907 die große Wahlrechtsreform durch Sanktionierung von Kaiser Franz Joseph I. gültig. Mit der neuen Reichsratswahlordnung schuf man insgesamt 516 Wahlbezirke, wobei mit Ausnahme Galiziens in jedem Wahlbezirk ein Abgeordneter im Zuge der Reichsratswahl gewählt wurde. Der Abgeordnete musst sich dabei im ersten Wahlgang oder in einer Stichwahl mit absoluter Mehrheit durchsetzen. Der Wahlkreis Tirol 17 umfasste die Gerichtsbezirke Bruneck, Taufers, Enneberg, Buchenstein und Welsberg, wobei die Gemeinden Bruneck und Welsberg (beide Wahlbezirk Tirol 4) vom Wahlbezirk ausgenommen war.
Aus der Reichsratswahl 1907 ging Aemilian Schöpfer (Christlichsoziale Partei) als Sieger hervor. Er erzielte fast 97 Prozent im ersten Wahlgang. Bei der Reichsratswahl 1911 konnte er sein Mandat erfolgreich verteidigen, wobei er diesmal auf 91 Prozent kam. Zweitstärkste Partei im Wahlbezirk war die Konservative Partei, die Sozialdemokratische Arbeiterpartei trat im Wahlbezirk nicht an.

## Wahlen

### Reichsratswahl 1907
Die Reichsratswahl 1907 wurde am 14. Mai 1907 (erster Wahlgang) durchgeführt. Eine Stichwahl entfiel auf Grund der absoluten Mehrheit von Aemilian Schöpfer im ersten Wahlgang.
| Kandidat                                                                     | Partei                   | Wahlkreisstimmen | Prozent |
| ---------------------------------------------------------------------------- | ------------------------ | ---------------- | ------- |
| Aemilian Schöpfer                                                            | Christlichsoziale Partei | 5489             | 96,7 %  |
|                                                                              | Konservative Partei      | 97               | 1,7 %   |
| Sonstige                                                                     |                          | 92               | 1,6 %   |
| Wahlberechtigte: 6944, Ungültige/Leere Stimmen: 101, Wahlbeteiligung: 83,2 % |                          |                  |         |

### Reichsratswahl 1911
Die Reichsratswahl 1911 wurde am 13. Juni 1911 (erster Wahlgang) durchgeführt. Die Stichwahl entfiel auf Grund der absoluten Mehrheit von Aemilian Schöpfer im ersten Wahlgang.
| Kandidat                                                                     | Partei                   | Wahlkreisstimmen | Prozent |
| ---------------------------------------------------------------------------- | ------------------------ | ---------------- | ------- |
| Aemilian Schöpfer                                                            | Christlichsoziale Partei | 4452             | 91,4 %  |
| Ludwig von Sternbach                                                         | Konservative Partei      | 371              | 7,6 %   |
| Sonstige                                                                     |                          | 46               | 0,9 %   |
| Wahlberechtigte: 6975, Ungültige/Leere Stimmen: 114, Wahlbeteiligung: 71,4 % |                          |                  |         |